# V.O.S. (canción)
"V.O.S." es la novena canción del álbum Guapa del grupo español La Oreja de Van Gogh. En la reedición especial del citado álbum, Más guapa, aparecía la maqueta.

## Información sobre la canción
V.O.S. (Versión original subtitulada), es la canción más breve que ha compuesto La Oreja de Van Gogh, durando únicamente unos escasos 2:20 (sin embargo, la maqueta incluida en Más guapa dura bastante más) que recuerda a la típica canción cantinera española.
V.O.S., quizás, siga más la línea de estilo de A diez centímetros de ti, sin poseer tintes oscuros como Noche, Muñeca de trapo o Irreversible. Destaca la voz de Amaia amoldada al ritmo peculiar de la canción.
V.O.S. habla de una chica que ha roto una relación hace tiempo, pero a pesar de todo no ha podido olvidar a su antiguo amor; incluso sigue sufriendo aún por él, pero prefiere madurar y hacer que el tiempo todo lo curó (tal como indica la canción) y que ya no siente nada. Afirma que si su antiguo amor se vuelve a encontrar con ella, haga como que no nota nada, como que no sabe ver que en realidad está sufriendo todavía.
V.O.S. En otro contexto más subliminal, habla sobre una adicción a las drogas que no puede superar pero aparenta estar bien ("fingiré que el tempo todo lo curó"), específicamente hace referencia a los inhalantes ("al igual que un gas invade un laberinto"), al cristal ("apoyando mi cabeza en el cristal") y la cocaína ("dibujo un tres en raya que vuelvo a empatar") asimismo cuando hace referencia a la frase ("si algún día nos cruzamos") refiere a intoxicación con drogas. Expone no poder superar la adicción a las dogas ya que sin estas su vida ya no tiene sentido ("sin ti pierde el sentido el sonido y el color") acepta la adicción ("no me quito el vicio de esperarte en casa"), detalla que solo puede ver cosas estando bajo los efectos de las drogas (a los subtítulos que bajo mi sonrisa sabes ver) pero finalmente intenta aparentar que la adicción ya no está presente pero lo está (y aunque te cuenten que me vieron de princesa en algún cuento no hace falta que te diga que tan solo cuentos son).
Como numerosas canciones del álbum Guapa, V.O.S. nunca llegó a ser single. Esto chocó en un principio, puesto que La Oreja de Van Gogh había demostrado con sus anteriores discos que siempre sacaba una media de siete singles. Pero Guapa y Más Guapa juntos incluyeron cuatro, (Muñeca de trapo, Dulce locura, Perdida y En mi lado del sofá). Quizás, la causa fue que Amaia Montero estaba a punto de marcharse del grupo, algo que también se notó en la gira Guapa Tour, donde se podía ver a un grupo algo "gastado".

## Calamarismo
Durando 2:24 minutos, se cree que es la verdadera maqueta de V.O.S. -en parte porque se aleja demasiado del trabajo final. Sin embargo, es en realidad la maqueta de Cumplir un año menos. Esto se aprecia al comparar las letras de ambas, teniendo ideas completamente iguales. Un ejemplo son los versos "Para qué quiero mis manos, si tu tacto lo perdí" de Calamarismo, y "para qué quiero mis manos, si no te tocan a ti" -Cumplir un año menos-. Contiene el coro V.O.S, dejando mostrar el como con algo "viejo y olvidado", se puede crear algo con un gran significado y genialidad. Es cantada por Xabi San Martín.
Pero podría ser que "'Calamarismo"' es la primera versión de "'V.O.S"' y la maqueta de Cumplir un año Menos, y si es así, la versión incluida en Más Guapa sería la segunda versión de V.O.S.